# خصوصی‌سازی حمل‌ونقل
منظور از خصوصی‌سازی حمل‌ونقل فرایند منتقل کردن مسؤولیت ارایه حمل و نقل عمومی از بخش دولتی به بخش خصوصی است. کاستن از هزینه‌ها، بهبود خدمات و بهینه‌سازی از جمله دلایل حامیان این ایده است. اعمال مقررات برای جلوگیری از قدرت بازار ضروری است.